# Caffè Babilonia
Caffè Babilonia è un romanzo della scrittrice di origine iraniana Marsha Mehran; pubblicato in 15 lingue e 20 paesi, è il primo di una serie di 7 libri dei quali solo i primi due già editi..
Ogni capitolo del romanzo è preceduto da una ricetta tratta dalla cucina tradizionale iraniana: non solo piatti ma anche bevande e rimedi della medicina naturale.

## Trama
Il romanzo è ambientato nel 1986. Tre giovani sorelle hanno abbandonato Teheran in seguito alla rivoluzione iraniana. Emigrate a Londra, decidono di trasferirsi in una cittadina dell'Irlanda occidentale, prendendo in affitto i locali un tempo adibiti a pasticceria di Estelle Delmonico, vedova e zia di una loro amica.
La loro intenzione è aprire un caffè mediorientale nella Main Mall dell'immaginaria località di Ballinacroagh (probabilmente ispirata a Croagh Patrick nella contea di Mayo); la primogenita Marjan unisce l'esperienza di cuoca in un locale londinese alle ricette di famiglia; la secondogenita Bahar è il suo aiuto più valido, soprattutto per l'organizzazione del locale, ma nasconde un segreto: il timore che il violento marito, sposato per un colpo di testa durante i giorni della rivoluzione e quasi subito abbandonato, riesce a raggiungerla fino in questo angolo di mondo. La sorella più giovane, la quindicenne Layla, deve ancora completare gli studi.
La bellezza esotica di Layla fa girare la testa ai compagni della scuola del paese, finché nasce un tenero amore con il coetaneo Malachy McGuire. Il problema è nel fatto che il ragazzino è figlio di Thomas, proprietario del pub Paddy McGuire's, porta a porta con il Caffè Babilonia. Prima dell'arrivo delle sorelle Aminpour, l'uomo si è messo in testa di coronare un sogno di gioventù: allargare il proprio locale con uno spazio adibito a discoteca. La vedova Delmonico però ha sempre rifiutato di vendere, e adesso affitta i locali alle tre belle straniere che McGuire chiama spregiativamente “negre”.
Le ricette di Marjan attirano poco per volta l'attenzione degli abitanti di Ballinacroagh, a partire dal simpatico sacerdote cattolico padre Mahoney catturato dall'Abgusht, l'arrosto di agnello. I profumi speziati e esotici portano uno stravolgimento nel gusto irlandese, ma anche levate di scudi: non solo l'iracondo McGuire, ma anche l'anziana vedova Dervla Quigley che tiene sotto controllo dalla sua finestra tutto ciò che accade in strada. L'opinione pubblica si divide a metà: da una parte i frequentatori del Caffè Babilonia, primi fra tutti Estelle Delmonico e padre Mahoney, dall'altra i clienti tradizionalisti del Paddy McGuire's.
La contesa è complicata dall'amore tra Layla e Malachy, con un risvolto che potrebbe diventare drammatico dal momento che altri ragazzi hanno messo gli occhi addosso alla bella iraniana. La famiglia McGuire si lacera, e contemporaneamente Bahar teme di essere stata rintracciata dall'ex marito. Alla fine tuttavia ogni cosa si ricompone e le sorelle trovano posto a pieno diritto con la loro attività nella vita della cittadina di provincia.

## Personaggi
- Marjan Aminpour

La primogenita è la più razionale delle tre sorelle; dopo un coinvolgimento adolescenziale nella contestazione durante gli anni Settanta e un breve passaggio in carcere sotto il regime autoritario dello Shah, ha assunto il ruolo di 'capofamiglia' nei confronti delle sorelle. È la depositaria delle ricette tradizionali della famiglia.
- Bahar Aminpour

Secondogenita, durante la rivoluzione ha subito l'influenza ideologica dell'islamismo radicale e si è lasciata convincere a sposare il figlio di una leader del movimento femminile. Dopo pochi mesi ha dovuto lasciare il tetto coniugale per la violenza e il dogmatismo del marito, e per questa ragione le sorelle hanno abbandonato l'Iran.
- Layla Aminpour

La sorella più giovane ha solo 15 anni, quando ha lasciato Teheran era bambina, ma ha assistito alla violenza del cognato contro Bahar.
- Thomas McGuire

Iracondo e influente proprietario di alcuni pub di Ballinacroagh,
- Estelle Delmonico

Proprietaria dei locali nella via centrale di Ballinacroagh dove il defunto marito Luigi, napoletano emigrato, gestiva la pasticceria Papa's Pastries.
- padre Mahoney

È il primo fra gli abitanti di Ballinacroagh a lasciarsi catturare dal fascino esotico della cucina di Marjan, fino a diventare cliente abituale.

## Edizioni
- Marsha Mehran, Caffè Babilonia, Neri Pozza, 2005  [2005], ISBN 88-545-0012-7.